# Paradella bakeri
Paradella bakeri là một loài chân đều trong họ Sphaeromatidae. Loài này được Menzies miêu tả khoa học năm 1962.